# Drăgești
Drăgești est une commune roumaine du județ de Bihor, en Transylvanie, dans la région historique de la Crișana et dans la région de développement du Nord-Ouest.

## Géographie
La commune de Drăgești est située dans le centre sud du județ, dans les collines situées entre les vallées du Crișul Repede et du Crișul Negru, à 26 km au sud-est d'Oradea, le chef-lieu du județ.
La municipalité est composée des cinq villages suivants, nom hongrois, (population en 2002) :
- Dicănești, Dekányos (329) ;
- Drăgești, Drágcséke (408), siège de la commune ;
- Stracoș, Isztrákos (292) ;
- Tășad, Tasádfő (1 333) ;
- Topești, Toposd (238).

## Histoire
La commune, qui appartenait au royaume de Hongrie, en a donc suivi l'histoire.
Après le compromis de 1867 entre Autrichiens et Hongrois de l'empire d'Autriche, la principauté de Transylvanie disparaît et, en 1876, le royaume de Hongrie est partagé en comitats. Drăgești intègre le comitat de Bihar (Bihar vármegye).
À la fin de la Première Guerre mondiale, l'Empire austro-hongrois disparaît et la commune rejoint la Grande Roumanie au traité de Trianon.
En 1940, à la suite du deuxième arbitrage de Vienne, elle n'est pas annexée par la Hongrie et reste sous la souveraineté roumaine.

## Politique
| Période                                  | Période  | Identité       | Étiquette     | Qualité |
| ---------------------------------------- | -------- | -------------- | ------------- | ------- |
| Les données manquantes sont à compléter. |          |                |               |         |
| 2004                                     | En cours | Sabina Fărcuța | PDL, puis PNL |         |

| Parti | Parti                        | Sièges |
| ----- | ---------------------------- | ------ |
|       | Parti social-démocrate (PSD) | 5      |
|       | Parti national libéral (PNL) | 6      |

## Démographie
En 1910, à l'époque austro-hongroise, la commune comptait 3 152 Roumains (89,08 %) et 279 Hongrois (7,89 %).
En 1930, on dénombrait 3 397 Roumains (93,81 %), 76 Hongrois (2,10 %) et 134 Roms (3,70 %).
En 1956, après la Seconde Guerre mondiale, 3 830 Roumains (99,02 %) côtoyaient 5 Hongrois (0,13 %) et 33 Roms (0,85 %).
En 2002, la commune comptait 1 944 Roumains (74,76 %), 649 Roms (24,96 %) et 2 Hongrois (0,07 %). Les Roms sont surtout installés dans le village de Tășad. On comptait à cette date 999 ménages et 1 016 logements.

### Religions
En 2002, la composition religieuse de la commune était la suivante :
- Chrétiens orthodoxes, 84,15 % ;
- Pentecôtistes, 10,88 % ;
- Baptistes, 2,50 % ;
- Grecs-Catholiques, 2,11 %.

## Économie
L'économie de la commune repose sur l'agriculture et l'élevage.

## Communications

### Routes
Drăgești est située sur la route nationale DN76 (Route européenne 79 Oradea-Deva. La route régionale DJ767B rejoint les villages de Dicănești au sud et Tășad et Copăcel au nord.

### Voies ferrées
Drăgești était desservie par l'ancienne ligne Oradea-Holod abandonnée de nos jours.

## Lieux et monuments
- Dicănești, église orthodoxe datant de 1910[5] ;
- Tășad, église orthodoxe datant de 1904[5] ;
- Topești, église orthodoxe datant de 1895[5].